# Wereldbeker schaatsen junioren 2019/2020
De wereldbeker schaatsen junioren 2019/2020 (ISU Junior World Cup Speed Skating 2019/2020) was de twaalfde editie van de wereldbeker schaatsen junioren. Het seizoen bestond uit drie wedstrijden in Europa waarvan de eerste twee tevens als kwalificatie dienden voor het schaatsen op de Olympische Jeugdwinterspelen 2020.
De massastart gaat in tegenstelling tot bij de senioren over tien rondes voor zowel jongens als meisjes. De uitslagen van de teamsprint werden in de eindstand opgeteld bij die van de ploegenachtervolging. Naast de wedstrijden voor junioren (U19) zijn er dit jaar voor de vierde keer ook wedstrijden voor neo-senioren (U23). Voor neo-senioren geldt de beperking dat de schaatsers nog niet mogen hebben meegedaan aan wedstrijden van het lopende wereldbekerseizoen 2019/2020.

## Puntenverdeling
| Plaats                       | 1   | 2   | 3   | 4  | 5  | 6  | 7  | 8  | 9  | 10 | 11 | 12 | 13 | 14 | 15 | 16 | 17 | 18 | 19 | 20 | 21 | 22 | 23 | 24 |
| ---------------------------- | --- | --- | --- | -- | -- | -- | -- | -- | -- | -- | -- | -- | -- | -- | -- | -- | -- | -- | -- | -- | -- | -- | -- | -- |
| Wereldbekerfinale            | 150 | 120 | 105 | 90 | 75 | 67 | 60 | 54 | 48 | 42 | 36 | 31 | 27 | 24 | 21 | 18 | 15 | 12 | 9  | 6  | 4  | 3  | 2  | 1  |
| Normale wereldbekerwedstrijd | 100 | 80  | 70  | 60 | 50 | 44 | 40 | 36 | 32 | 28 | 24 | 20 | 18 | 16 | 14 | 12 | 10 | 8  | 6  | 5  | 4  | 3  | 2  | 1  |

## Limiettijden
Om te mogen starten in de wereldbeker schaatsen junioren 2019/2020 moest een schaatser aan de volgende limiettijden hebben voldaan. Voor de neo-senioren is de limiet strenger dan voor de junioren.
| Geslacht      | 500m  | 1000m   | 1500m   | 3000m   |
| ------------- | ----- | ------- | ------- | ------- |
| Mannen (U23)  | 38,50 | 1.16,00 | 1.58,00 | 4.05,00 |
| Vrouwen (U23) | 42,50 | 1.25,00 | 2.12,00 | 4.45,00 |
| Jongens (U19) | 41,00 | 1.22,00 | 2.07,00 | 4.25,00 |
| Meisjes (U19) | 45,00 | 1.30,00 | 2.20,00 | 5.00,00 |

## Kalender
| #                   | Plaats                   | Datum               | 500m                                                                              | 1000m                                                                             | 1500m                                                                             | 3000m                                                                             | massastart                                                                        | teamsprint                                                                        | achtervolging                                                                     | Extra                                                                             |
| ------------------- | ------------------------ | ------------------- | --------------------------------------------------------------------------------- | --------------------------------------------------------------------------------- | --------------------------------------------------------------------------------- | --------------------------------------------------------------------------------- | --------------------------------------------------------------------------------- | --------------------------------------------------------------------------------- | --------------------------------------------------------------------------------- | --------------------------------------------------------------------------------- |
| 1                   | Fosenhallen, Bjugn       | 15–17 november 2019 | 1x                                                                                | 1x                                                                                | 1x                                                                                | 1x                                                                                | 1x                                                                                | 1x                                                                                |                                                                                   | Kwalificatie OJWS 2020                                                            |
| 2                   | IJsbaan Twente, Enschede | 21–23 november 2019 | 1x                                                                                | 1x                                                                                | 1x                                                                                | 1x                                                                                | 1x                                                                                | 1x                                                                                |                                                                                   | Kwalificatie OJWS 2020                                                            |
| 3                   | Minsk Arena, Minsk       | 15–16 februari 2020 | 1x                                                                                | 1x                                                                                | 1x                                                                                | 1x                                                                                | 1x                                                                                |                                                                                   | 1x                                                                                | Wereldbekerfinale, bonuspunten                                                    |
| Tomaszów Mazowiecki | Tomaszów Mazowiecki      | 21–23 februari 2020 | Wereldkampioenschappen schaatsen junioren 2020, telt niet mee voor de wereldbeker | Wereldkampioenschappen schaatsen junioren 2020, telt niet mee voor de wereldbeker | Wereldkampioenschappen schaatsen junioren 2020, telt niet mee voor de wereldbeker | Wereldkampioenschappen schaatsen junioren 2020, telt niet mee voor de wereldbeker | Wereldkampioenschappen schaatsen junioren 2020, telt niet mee voor de wereldbeker | Wereldkampioenschappen schaatsen junioren 2020, telt niet mee voor de wereldbeker | Wereldkampioenschappen schaatsen junioren 2020, telt niet mee voor de wereldbeker | Wereldkampioenschappen schaatsen junioren 2020, telt niet mee voor de wereldbeker |

## Uitslagen

### Mannen (U23)
| Wedstrijden    |                           |                          |                             |                            |                  |                       |                       |
|                | 500m                      | 1000m                    | 1500m                       | 3000m                      | massastart       | teamsprint            | achtervolging         |
| Bjugn          | Jeffrey Rosanelli (36,45) | Wang Haotian (1.12,34)   | Francesco Betti (1.52,45)   | Vetle Stangeland (3.58,02) | Shen Hanyang     | China (1.25,09)       | niet op het programma |
| Enschede       | Wang Haotian (36,17)      | Connor Howe (1.10,93)    | Connor Howe (1.48,61)       | Connor Howe (3.52,68)      | Hayden Mayeur    | Canada (1.25,16)      | niet op het programma |
| Minsk          | Jeffrey Rosanelli (35,81) | Marten Liiv (1.11,05)    | Dawid Burzykowski (1.50,85) | Vetle Stangeland (3.53,52) | Vetle Stangeland | niet op het programma | Wit-Rusland (3.59,70) |
| Eindklassement |                           |                          |                             |                            |                  |                       |                       |
|                | 500m                      | 1000m                    | 1500m                       | 3000m                      | massastart       | ploegenonderdelen     | ploegenonderdelen     |
| Goud           | Jeffrey Rosanelli         | Kristian Solland Reinton | Vetle Stangeland            | Vetle Stangeland           | Vetle Stangeland | Wit-Rusland           | Wit-Rusland           |
| Zilver         | Kristian Solland Reinton  | Jeffrey Rosanelli        | Eugeny Bolgov               | Wilhelm Ekensskär          | Jakub Piotrowski | Zweden                | Zweden                |
| Brons          | Marius Bratli             | Wang Haotian             | Dawid Burzykowski           | Aliaksei Kirpichnik        | Shen Hanyang     | Polen                 | Polen                 |

### Vrouwen (U23)
| Wedstrijden    |                            |                             |                             |                          |                |                       |                       |
|                | 500m                       | 1000m                       | 1500m                       | 3000m                    | massastart     | teamsprint            | achtervolging         |
| Bjugn          | Lin Xue (40,44)            | Lea-Sophie Scholz (1.21,91) | Chen Xiangyu (2.05,12)      | Ahena Er Adake (4.24,79) | Adake Er Ahena | China (1.36,21)       | niet op het programma |
| Enschede       | Brooklyn McDougall (39,68) | Lea-Sophie Scholz (1.20,37) | Abigail McCluskey (2.01,98) | Adake Er Ahena (4.20,58) | Adake Er Ahena | Canada (1.33,79)      | niet op het programma |
| Minsk          | Mihaela Hogaș (39,79)      | Linda Rossi (1.20,47)       | Linda Rossi (2.05,17)       | Linda Rossi (4.16,62)    | Linda Rossi    | niet op het programma | Wit-Rusland (3.18,77) |
| Eindklassement |                            |                             |                             |                          |                |                       |                       |
|                | 500m                       | 1000m                       | 1500m                       | 3000m                    | massastart     | ploegenonderdelen     | ploegenonderdelen     |
| Goud           | Mihaela Hogaș              | Lea-Sophie Scholz           | Josie Hofmann               | Josie Hofmann            | Adake Er Ahena | Duitsland             | Duitsland             |
| Zilver         | Lea-Sophie Scholz          | Mihaela Hogaș               | Bianca Stănică              | Ahena Er Adake           | Vera Güntert   | China                 | China                 |
| Brons          | Lin Xue                    | Ane By Farstad              | Linda Rossi                 | Chen Xiangyu             | Josie Hofmann  | Wit-Rusland           | Wit-Rusland           |

### Jongens (U19)
| Wedstrijden    |                          |                              |                           |                            |                    |                       |                       |
|                | 500m                     | 1000m                        | 1500m                     | 3000m                      | massastart         | teamsprint            | achtervolging         |
| Bjugn          | Cho Sang-hyuk (36,16)    | Taiyo Nonomura (1.12,42)     | Jur Veenje (1.52,06)      | Motonaga Arito (3.55,87)   | Tsubasa Horikawa   | Japan (1.24,40)       | niet op het programma |
| Enschede       | Wataru Morishige (35,88) | Taiyo Nonomura (1.11,22)     | Peder Kongshaug (1.49,99) | Gabriel Odor (3.52,44)     | Gabriel Odor       | Japan (1.23,43)       | niet op het programma |
| Minsk          | Artjom Arefjev (35,22)   | Stepan Tsjistiakov (1.11,05) | Peder Kongshaug (1.48,78) | Daniil Aldosjkin (3.48,36) | Tsubasa Horikawa   | niet op het programma | Rusland (3.55,58)     |
| Eindklassement |                          |                              |                           |                            |                    |                       |                       |
|                | 500m                     | 1000m                        | 1500m                     | 3000m                      | massastart         | ploegenonderdelen     | ploegenonderdelen     |
| Goud           | Cho Sang-hyuk            | Cho Sang-hyeok               | Peder Kongshaug           | Daniil Aldosjkin           | Tsubasa Horikawa   | Japan                 | Japan                 |
| Zilver         | Katsuhiro Kuratsubo      | Stepan Tsjistiakov           | Stepan Tsjistiakov        | Peder Kongshaug            | Szymon Wojtakowski | Rusland               | Rusland               |
| Brons          | Wataru Morishige         | Wataru Morishige             | Motonaga Arito            | Motonaga Arito             | Jordan Stolz       | Nederland             | Nederland             |

### Meisjes (U19)
| Wedstrijden    |                          |                            |                        |                       |              |                       |                       |
|                | 500m                     | 1000m                      | 1500m                  | 3000m                 | massastart   | teamsprint            | achtervolging         |
| Bjugn          | Femke Kok (39,30)        | Femke Kok (1.19,03)        | Robin Groot (2.03,80)  | Robin Groot (4.23,44) | Robin Groot  | Nederland (1.33,45)   | niet op het programma |
| Enschede       | Femke Kok (38,75)        | Femke Kok (1.18,16)        | Robin Groot (2.02,29)  | Robin Groot (4.19,82) | Laura Peveri | Nederland (1.30,60)   | niet op het programma |
| Minsk          | Marrit Fledderus (38,98) | Marrit Fledderus (1.19,14) | Merel Conijn (2.02,33) | Robin Groot (4.13,09) | Merel Conijn | niet op het programma | Nederland (3.10,58)   |
| Eindklassement |                          |                            |                        |                       |              |                       |                       |
|                | 500m                     | 1000m                      | 1500m                  | 3000m                 | massastart   | ploegenonderdelen     | ploegenonderdelen     |
| Goud           | Marrit Fledderus         | Marrit Fledderus           | Merel Conijn           | Robin Groot           | Laura Peveri | Nederland             | Nederland             |
| Zilver         | Moe Kumagai              | Maud Lugters               | Robin Groot            | Merel Conijn          | Lee Sol      | Japan                 | Japan                 |
| Brons          | Maud Lugters             | Femke Kok                  | Alexa Scott            | Rin Kosaka            | Merel Conijn | Polen                 | Polen                 |

### Medaillespiegel
Medaillespiegel over de eindklassementen van zowel de U19 als de U23.
| Pos. | Land             | Goud | Zilver | Brons | Totaal |
| ---- | ---------------- | ---- | ------ | ----- | ------ |
| 1    | Nederland        | 5    | 3      | 4     | 12     |
| 2    | Noorwegen        | 5    | 2      | 2     | 9      |
| 3    | Duitsland        | 4    | 2      | 1     | 7      |
| 4    | Japan            | 2    | 3      | 5     | 10     |
| 5    | Italië           | 2    | 1      | 1     | 4      |
| 6    | Zuid-Korea       | 2    | 1      | 0     | 3      |
| 7    | Rusland          | 1    | 3      | 0     | 4      |
| 8    | China            | 1    | 2      | 4     | 7      |
| 9    | Roemenië         | 1    | 2      | 0     | 3      |
| 10   | Wit-Rusland      | 1    | 1      | 2     | 4      |
| 11   | Polen            | 0    | 2      | 3     | 5      |
| 12   | Zweden           | 0    | 2      | 0     | 2      |
| 13   | Canada           | 0    | 0      | 1     | 1      |
| 13   | Verenigde Staten | 0    | 0      | 1     | 1      |